# 特里尔-萨尔堡县
特里尔-萨尔堡县（德語：Landkreis Trier-Saarburg）是德国莱茵兰-普法尔茨州西部的一个县，与卢森堡大公国接壤，首府特里尔。

## 地理
特里尔-萨尔堡县北面与比特堡-普吕姆埃菲尔县，东北面与贝恩卡斯特尔-维特利希县，东面与比肯费尔德县，南面与萨尔兰州的圣文德尔县和梅尔齐希-瓦登县相邻，莱茵兰-普法尔茨州的直辖市特里尔被特里尔-萨尔堡县包围在内。